# Latinitas Stichting
De Latinitas Stichting (Latijn: Opus Fundatum Latinitas) was een aan de Romeinse Curie gelieerde instelling die tot doel had het bevorderen van de studie van het Latijn (zowel het klassiek, als het middeleeuws Latijn) en het bevorderen van het gebruik van de Latijnse taal.
Deze stichting werd in 1976 door middel van het apostolisch schrijven Romani Sermonis opgericht door paus Paulus VI. De stichting gaf het tijdschrift Latinitas uit dat vier keer per jaar verscheen en geheel in het Latijn is geschreven. Ook organiseerde de stichting een jaarlijkse prijsvraag (Certamen Vaticanum) voor Latijnse poëzie en proza. De stichting organiseerde daarnaast intensieve cursussen Latijn voor zowel schriftelijke als mondelinge taalvaardigheid. Een belangrijk project van de stichting was bovendien het bijhouden van het zogenaamde Lexicon recentis Latinitatis, een woordenboek waarin ongeveer 15.000 Latijnse neologismen bijeen zijn gebracht.
De stichting werd op 10 november 2012 door paus Benedictus XVI opgeheven en vervangen door de Pauselijke Academie voor de Latijnse Taal.